# Artem Bemba
Artem Bemba (ukrainisch Артем Бемба; * 1987 in Mischenez, Oblast Lwiw) ist ein ukrainischer Multiinstrumentalist (u. a. E-Bass, Gitarre, Keyboard, Schlagzeug, Komposition), der sich in Genres wie Rockmusik, Fusion, Jazz, elektronischer und experimenteller Musik betätigt.

## Leben und Wirken
Bemba schreibt und nimmt seit 2003 seine Musik im Heimstudio auf, wo er mit verschiedenen Musikgenres experimentiert, wie Progressive Rock, Psychedelic Rock, Elektronik, Jazz, aber auch mit Formen und Strukturen von Songs und Alben. Als Multiinstrumentalist (elektrische Orgel, Synthesizer, Gitarren, Bassgitarre, Holzblasinstrumente) arbeitet er im Mehrspurverfahren und fügt Geräusche der Umgebung hinzu. Außerdem drehte er mehrere experimentelle Kurzfilme und Musikvideos zu seinen Songs. Neben seiner Solokarriere war er Bassgitarrist/Sänger in der Band PoupeeF und Sessionmusiker bei Projekten wie Oles Tselyukh und Grymyt. Er war auch Mitglied der Bands Sparkle Dream, We Are the Smile und Dandelion Trip. Mit der Band Sealand Airlines legte er mehrere Alben vor, die Einflüsse aus Jazz, Funk, Prog-Rock, Krautrock, Psychedelic, Hardrock, Elektronik und Synth-Pop integrieren.

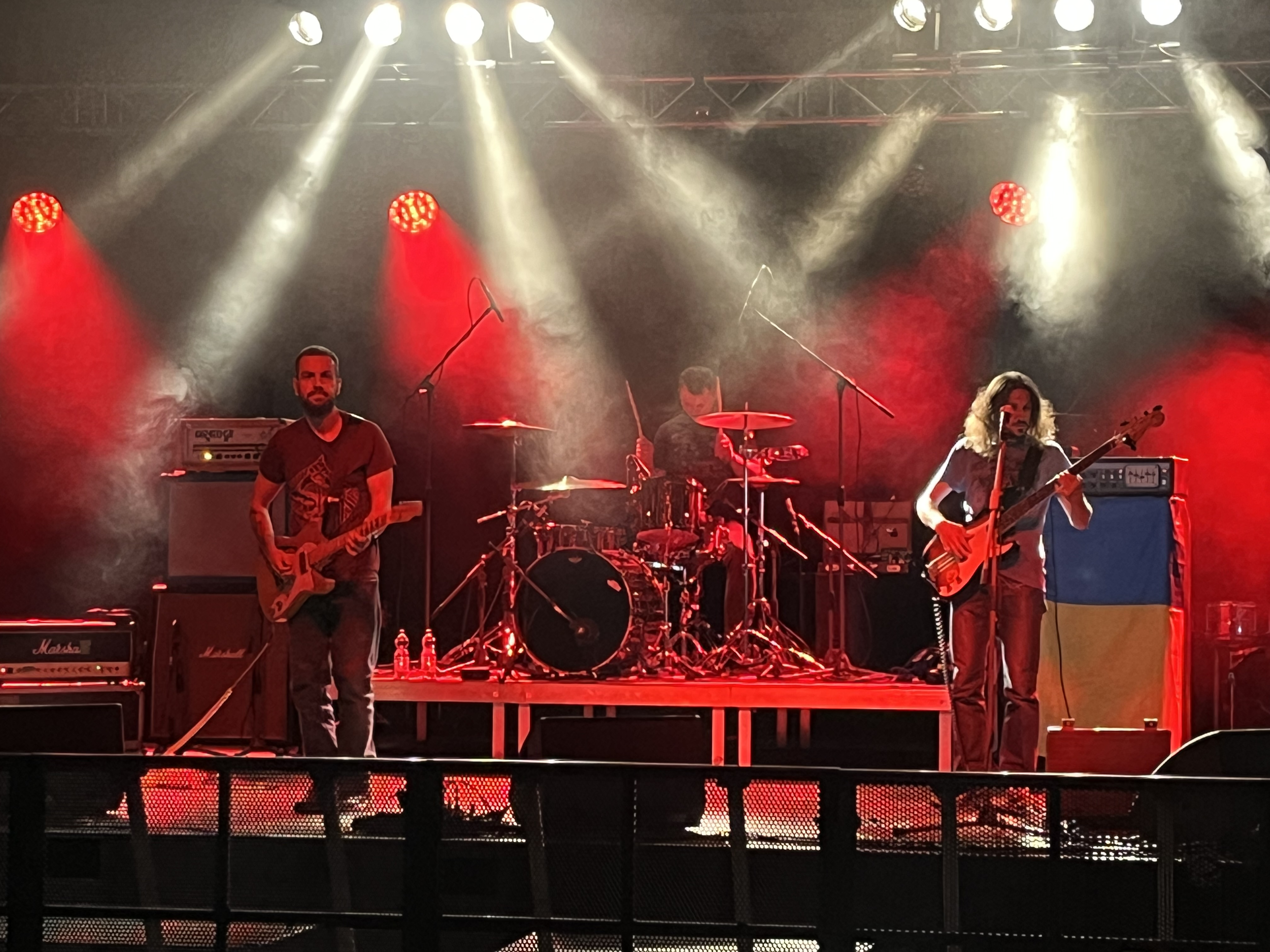
Artem Bemba (rechts) mit Somali Yacht Club bei einem Auftritt in Erfurt 2022

Bis 2020 erschienen Bembas Aufnahmen auf dem russischen Label Southern City’s Lab. Beginnend mit dem Album Canvas (2015, mit dem Schlagzeuger Yuriy Khomik) veröffentlichte er seine Musik auf dem Label Bemba Bizarre Playground. Zuletzt legte er im Mehrspurverfahren das Soloalbum Moods of the Vinegar Region (2022) vor, auf dem er Melodika, Akustikgitarre, Cello, Bassgitarre und Schlagzeug spielt. Seit 2022 ist er Mitglied der Band Somali Yacht Club, mit der er auch in Deutschland konzertierte.